# Le Lai d'Aotrou et Itroun

Le Lai d'Aotrou et Itroun (en anglais : The Lay of Aotrou and Itroun) est un poème de J. R. R. Tolkien paru en 1945. Construit sur le modèle des lais bretons médiévaux, il raconte l'histoire d'un seigneur qui fait appel à une sorcière pour que son épouse puisse enfanter, mais refuse ensuite de lui accorder la récompense qu'elle réclame.
Il s'attarde sur le conflit entre les valeurs héroïques ou chevaleresques et la chrétienté, ainsi que sur leurs relations vis-à-vis de l'institution du mariage.

## Résumé
Aotrou et Itroun sont un couple de nobles bretons qui n'ont pas d'enfants. Aotrou demande de l'aide à une sorcière, qui lui remet une potion de fertilité et le prévient qu'elle exigera sa récompense une fois son efficacité prouvée. Itroun ne tarde pas à donner naissance à des jumeaux, un garçon et une fille. Parti chasser dans la forêt de Brocéliande, Aotrou retrouve la sorcière Corrigan, qui réclame son amour en paiement de ses services. Aotrou refuse par fidélité envers son épouse :
| I gave no love. My love is wed; my wife now lieth in child-bed, and I curse the beast that cheated me and drew me to this dell to thee. | Je n'ai donné aucun amour. Mon amour est dans mon mariage ; ma femme vient d'accoucher, alitée, et je maudis la bête qui m'a trompé et m'a attiré dans cette sombre vallée vers toi. |

La sorcière maudit Aotrou et lui annonce qu'il va mourir dans les trois jours. Il n'en croit rien, mais en quittant la forêt, il tombe victime d'une fièvre intense et meurt dans le délai annoncé. Itroun s'étonne de ne pas le voir revenir et se rend à l'église dont elle entend sonner le glas et où résonne le Dirige. Elle découvre alors le sort de son époux et meurt de chagrin. Ils sont inhumés ensemble, et ne voient pas leur descendance grandir.

## Rédaction et publication
Tolkien rédige le poème en 1930 ; sa copie au propre est terminée le 23 septembre de cette année. Il le retravaille en profondeur au début des années 1940, probablement fin 1941, et prête la nouvelle version du lai à son ami Gwyn Jones (en) en juin 1945, alors qu'il se trouve à l'université d'Aberystwyth en qualité d'examinateur externe. Jones publie le poème en décembre de la même année dans le no 4 de la Welsh Review, revue dont il est l'éditeur.
Le lai a connu des traductions en russe et en serbe. Il est réédité dans sa langue d'origine en 2016 par Verlyn Flieger, avec divers textes liés et une préface de Christopher Tolkien.

## Analyse

### Un lai d'inspiration médiévale bretonne
Le Lai d'Aotrou et Itroun est composé selon les règles de l'art du lai : les 508 vers sont systématiquement octosyllabiques et rimés, et le titre est construit à partir du nom des protagonistes. L'utilisation des noms communs bretons Aotrou « seigneur » et Itroun « dame » permet de relier ce poème à la littérature et à la poésie bretonnes que l'on retrouve chez Marie de France et dans le recueil Barzaz Breiz de La Villemarqué,. Ces deux ouvrages figuraient dans la bibliothèque de Tolkien, et le second comprend le poème Aotrou Nann hag Korrigan, qui semble être la source d'inspiration principale de Tolkien pour l'écriture de son lai. Dans ce texte, le seigneur Nann (Aotrou Nann) dérange une fée (Korrigan) alors qu'il chasse pour nourrir sa femme, qui vient d'accoucher de jumeaux. La fée exige que le seigneur l'épouse, sous peine de mourir dans les trois jours. Fidèle à sa femme, il refuse, rentre chez lui avec la viande demandée par sa femme, et meurt trois jours après. Son épouse ne tarde pas à mourir de chagrin à son tour.
Cette image d'un monde merveilleux mais hostile provient du poème Sir Orfeo, écrit au XIVe siècle, époque où la mode était de voir dans le merveilleux l’œuvre du diable. S'inspirant de ces éléments, Tolkien compose un texte répondant aux normes du lai breton et à la vision médiévale du merveilleux, et qui pourrait être considéré comme un ancêtre du poème Aotrou Nann hag Korrigan. Les couplets de quatre vers qui débutent chacun par « In Britain » (« en Grande-Bretagne »)  ou « In Brittany » (« en Bretagne ») et la présence d'un ménestrel en guise de narrateur, comme dans l’œuvre de Marie de France, ajoutent à la fiction : le lai médiéval chanté qu'écrit Tolkien ressemble à celui qui aurait pu être composé au XIIIe ou XIVe siècle, puis modifié par des siècles de transmission orale pour donner le texte retranscrit par La Villemarqué.

### La noirceur de l'âme opposée à la courtoisie
Le Lai d'Aotrou et Itroun peut être comparé au Conte du Franklin écrit au XIVe siècle par Geoffrey Chaucer dans ses Contes de Canterbury et qui est qualifié de « lai à la mode bretonne » par le narrateur.
Chaucer conte l'histoire d’Arvéragus et de Doriguène, un seigneur et sa femme qui se trouvent séparés quand le mari part en quête d'aventure. Sa femme ne le voyant pas revenir, elle désespère et s'entiche du chevalier Aurélius à qui elle promet son amour en échange de la disparition de rochers noirs situés au pied de son château. Le chevalier trouve un magicien, et le prodige effectué, demande son dû à Doriguène. Entre-temps, Arvéragus est revenu et au retour d'Aurélius, il demande à sa femme de tenir la promesse faite à son amant. Elle s'y refuse cependant.
Le conte de Chaucer et le texte de Tolkien ont en commun le recours à la magie lors de l'apparition du désespoir, mais leurs conclusions sont très différentes. En effet, là où Doriguène revient sur sa promesse sans conséquences pour elle, Aotrou paie de sa vie son refus. La première ne trahit pas son mari, alors que le second ment à sa femme en lui cachant l'histoire de la fée. Aurélie Brémont analyse cela comme le fait que « Chaucer écrit un poème courtois, où la parole est frivole mais les cœurs sincères, alors que Tolkien oppose les apparences de la courtoisie à la noirceur de l'âme ».

## Adaptations
Anke Katrin Eissmann a réalisé une illustration du poème au crayon et aquarelle, en 2005.